# Liste von Elektro-Rennwagen
Die Liste von Elektro-Rennwagen soll alle batterieelektrisch angetriebenen Rennwagen-Versuchsträger, -Prototypen, -Demonstrationsfahrzeuge, und -Entwicklungsvorhaben auflisten, soweit sie sich auf komplette Rennwagen beziehen. Dabei werden Dragster, Rallye-Fahrzeuge, Le-Mans-Rennwagen und Rennbuggys in die vorliegende Liste mit einbezogen, auch wenn sich deren Rennserien (im Vergleich zu Straßenwagenrennen) überwiegend noch in der Etablierung befinden. 
Die Rennwagenmodelle sind nach Rennserien unterteilt. Sämtliche Modelle, die noch nicht einer bestimmten zugeordnet werden können, werden in einer Extra-Tabelle unter der Überschrift "Sonstige Elektro-Rennwagen" (siehe ganz unten) aufgelistet.

## Pikes Peak International Hill Climb, Electric Division
| Modell                                 | Motorleistung (kW) | Reichweite (km) / Akku | Vmax (km/h) |
| -------------------------------------- | ------------------ | ---------------------- | ----------- |
| Acura NSX EV                           |                    |                        |             |
| Drive eO eO PP0X                       | 400                | Lithium-Ionen 50 kWh   |             |
| Honda 4-Motor EV (Honda CR-Z-Umbau)    | 331                | Lithium-Ionen          |             |
| Mitsubishi i-MiEV Evolution X          |                    | Lithium-Ionen          |             |
| Tajima Motor e-Runner                  |                    | Lithium-Ionen          |             |
| Tesla Model S Go Puck                  | 551,6              | Lithium-Ionen          |             |
| Toyota TMG EV P00X (Radical SR8-Umbau) | 345,7              | Lithium-Ionen 42 kWh   | 239,9       |
| VW I.D. R Pikes Peak                   | 500                | Lithium-Ionen          |             |

## Goodwood Festival of Speed, Electric Division
| Modell               | Motorleistung (kW) | Reichweite (km) / Akku | Vmax (km/h) |
| -------------------- | ------------------ | ---------------------- | ----------- |
| VW I.D. R Pikes Peak | 500                | Lithium-Ionen          |             |

## ecoGP Series: 24 Hours of Germany at Oschersleben
| Modell             | Motorleistung (kW) | Reichweite (km) / Akku | Vmax (km/h) |
| ------------------ | ------------------ | ---------------------- | ----------- |
| Tesla Roadster BEV |                    |                        |             |

## Trophée Andros Électrique / Andros Trophy
| Modell            | Motorleistung (kW)          | Reichweite (km) / Akku | Vmax (km/h)   |
| ----------------- | --------------------------- | ---------------------- | ------------- |
| Exagon Andros Car | Vor 2014: 90; seit 2014: 67 | Lithium-Ionen 320 V    | circa 160–170 |

## Jaguar I-Pace eTrophy
| Modell        | Motorleistung (kW) | Reichweite (km) / Akku | Vmax (km/h) |
| ------------- | ------------------ | ---------------------- | ----------- |
| Jaguar I-Pace | 298,6              | Lithium-Ionen 90 kWh   | 200         |

## Smart EQ Fortwo E-Cup Trophy
| Modell                | Motorleistung (kW) | Reichweite (km) / Akku | Vmax (km/h) |
| --------------------- | ------------------ | ---------------------- | ----------- |
| Smart EQ Fortwo Coupé |                    | Lithium-Ionen 16,7 kWh |             |

## e-Rallye Monte-Carlo
| Modell              | Motorleistung (kW) | Reichweite (km) / Akku | Vmax (km/h) |
| ------------------- | ------------------ | ---------------------- | ----------- |
| Renault Zoé 40 Z.E. |                    | Lithium-Ionen 41 kWh   |             |

## Sonstige Elektro-Rennwagen
| Name                                       | Hersteller                                                                            | Verwendung |
| ------------------------------------------ | ------------------------------------------------------------------------------------- | --- |
| Acciona 100 % EcoPowered                   | Acciona                                                                               | Das Modell ist für den Rallye-Motorsport bestimmt. |
| Aventor AW330                              | Aventor S.A.                                                                          | |
| Aventor AW430                              | Aventor S.A.                                                                          | |
| Cupra e-Racer                              | Volkswagen                                                                            | Das Modell ist für den Tourenwagen-Motorsport bestimmt. |
| Drive eO OSCar eO                          | Drive eO                                                                              | Das Modell ist für den Rallye-Motorsport bestimmt. |
| EcoMobilys Pariss Electric                 | EcoMobilys                                                                            | |
| Extreme E Odyssey 21                       | Extreme E                                                                             | Das Modell ist für Buggy-Rennen bestimmt. |
| FondTech E-11                              | FondTech                                                                              | |
| Ford Mustang Mach-E 1400                   | Ford                                                                                  | |
| Green4U GT-EV                              | Green4U Technologies und Panoz Racing                                                 | Das Chassis des Modells ist im Stile der Le-Mans-Rennwagenserie gebaut. Es soll als innovatives Spezialfahrzeug in Le Mans mitfahren, so die Hoffnungen der Macher.                             |
| Li-ion Motors Inzio                        | Li-ion Motors                                                                         | |
| Li-ion Motors Wave II                      | Li-ion Motors                                                                         | |
| Lola-Drayson B12/69EV                      | Lola Cars und Drayson Racing Technologies                                             | Das Chassis des Modells ist im Stile der Le-Mans-Rennwagenserie gebaut. Das Modell wurde bislang zur Aufstellung von Geschwindigkeitsrekorden verwendet.                                        |
| Nio EP9                                    | NIO                                                                                   | |
| Nissan LEAF Nismo RC                       | Renault-Nissan                                                                        | |
| Perrinn 424 electric LMP1                  | Team Perrinn                                                                          | Das Chassis des Modells ist im Stile der Le-Mans-Rennwagenserie gebaut. |
| Peugeot 208 S2000 Rally-e STARD HIPER MK1  | Stohl Advanced Research and Development (STARD) sowie Wiechers-Sport und Stohl Racing | Das Modell ist für den Rallye-Motorsport bestimmt. |
| QF 200                                     | QF 200 Team                                                                           | Das Modell ist für Dragster-Rennen bestimmt. |
| Quimera AEGT                               | Quimera Responsible Racing                                                            | Nach Planungen sollte ursprünglich im Jahr 2013 eine erste verbrennungsantriebsfreie mit diesem Modell ins Leben gerufen werden. Bislang ist es noch nicht dazu gekommen (Stand: Oktober 2014). |
| SRI EV1 (genannt „Baja Racer“)             | Strategic Recovery Institute                                                          | Das Modell ist für Buggy-Rennen bestimmt. |
| Swamp Rat 37                               | QF 200 Team                                                                           | Das Modell ist für Dragster-Rennen bestimmt. |
| TC-X                                       | True Cousins                                                                          | Das Modell ist zum Aufstellen von Beschleunigungsrekorden bestimmt. |
| TGS Xtreme All-Electric (genannt „Pirate“) | TGS Race                                                                              | Das Modell ist für Buggy-Rennen bestimmt. |
| Top EV Racing Arc’d Up                     | Top EV Racing                                                                         | Das Modell ist für Dragster-Rennen bestimmt. |
| Xing Miss R BEV                            | Xing Mobility                                                                         | |